# Hans Brüggemann
Hans Brüggemann var en nordtysk maler og billedskærer. Han blev født i Walsrode ved Hannover i 1480 og er i dag kendt for det enestående Bordesholmalter fra 1500-tallet, som blev udført til Bordesholm Kloster syd for Kiel i Holsten. Dette alter blev i 1666 flyttet til Slesvig Domkirke.
Eksperterne mener at kunne spore inspirationen fra den tyske maler Albrecht Dürer i Brüggemanns figurer.
Brüggemann døde formentlig omkring 1540 i Husum.